# 石原正
石原 正（いしはら ただし、1937年3月2日 - 2005年3月8日）は、日本の鳥瞰図絵師。北海道函館市出身。北海道函館西高等学校を経て、金沢美術工芸大学を卒業。

## 来歴・人物
広告会社に勤務していた時にヘルマン・ボルマンのニューヨーク鳥瞰図に出会い衝撃を受け、1969年に独立。以降、鳥瞰図制作の第一人者として活躍し続けた。

## 作品
- 日本万国博覧会場絵図（1970年）
- 千里ニュータウン絵図 '75年版（1975年）[1][2][3]
- 天理絵図（1977年）[4]
- 奈良絵図（1978年）[5]
- 鎌倉絵図（1980年）
- 神戸博公式ガイドマップ（1981年）
- 神戸絵図（1981年）
- 千里ニュータウン絵図 '82年版（1982年）[6]
- 京都絵図 その1（1982年）
- 京都絵図 その2（1982年）
- 芦屋絵図（1983年、1995年）
- 大阪梅田絵図（1983年）
- 大阪城博覧会絵図（1983年）
- 大阪絵図（1984年）
- なら・シルクロード博公式ガイドマップ（1988年）
- 飛鳥絵図（1989年）
- 復元鳥瞰図 飛鳥（『万葉飛鳥ルネサンス』補助教材 1989年）
- 京都絵図 その3（1995年）
- 六甲アイランドぐるぐるまっぷ（神戸ファッションプラザ2階 1997年）
- 堺東駅周辺（「グラフさかい view」Vol.39掲載 1998年）
- 三国ヶ丘駅周辺（「グラフさかい view」Vol.41掲載 1999年）
- 泉ヶ丘駅周辺（「グラフさかい view」Vol.42掲載 1999年）
- 堺市駅周辺（「グラフさかい view」Vol.43掲載 2000年）
- 堺駅周辺（「グラフさかい view」Vol.44掲載 2000年）
- ニューヨーク2000（2000年）
- 或る日のミッドタウン（2000年）
- 大阪絵図（改訂版）（2002年）
- 夕陽丘絵図（2002年）
- 京都鳥目絵（「クロワッサン 特別編集 暮らしの形を考える」折込 2004年）
- 高野山中世絵図（和歌山県総合情報誌「連」VOL.10掲載 2004年）
- 熊野三山復元鳥瞰図（和歌山県総合情報誌「連」VOL.10掲載 2004年）

死去にともない制作者本人のサイトが閉鎖され、作品の多くは入手が困難。

印刷は天満の「株式会社宝文社」。現在、数点のみ同社から入手可能。

## 書籍

### 単著
- 『鵜の目、俺（タカ）の目』（東方出版 1993年）
- 『あばれたけぞう』（バーズアイ 1996年）

### 共著
- 『万葉飛鳥ルネサンス』（万葉楽習プロジェクト編 ベネッセコーポレーション 1998年）
- 『鳥瞰図絵師の眼―Bird's‐eye Dream』（高山宏・藤本一美・村松昭・堀淳一・友利宇景との共著 INAX出版 2001年）